# Reid Hastie
William Reid Hastie (* 11. Februar 1947) ist ein amerikanischer Sozialpsychologe, der sich vor allem mit Entscheidungsmodellen befasst. Er lehrt an der Booth School of Business an der University of Chicago und lehrte zuvor an der Harvard University, der Northwestern University und der University of Colorado, Boulder. Er hat Abschlüsse der Stanford University (Bachelor, 1968), der University of California at San Diego (Master, 1970) und der Yale University (Ph.D., 1973).
2006 wurde Hastie in die American Academy of Arts and Sciences gewählt.

## Schriften
- Reid Hastie, Robyn M. Dawes: Rational choice in an uncertain world: the psychology of judgment and decision making. Sage, Thousand Oaks, Calif 2001, ISBN 978-0-7619-2275-9 (englisch).
- Reid Hastie & Bernadette Park (1986): "The Relationship Between Memory and Judgment Depends on Whether the Judgment Task is Memory-Based or On-Line", Psychological Review 93 (3): 258–268.
- Problems for Judgement and Decision Making.